# Stéphane Kazandjian
Stéphane Kazandjian né à Marseille est un réalisateur, scénariste et dialoguiste français.

## Biographie
Passionné par le cinéma dès son plus jeune âge, il poursuit des études de commerce (ESSEC) avant de se lancer pleinement dans l’écriture et la réalisation. Il tente l’aventure américaine avec deux scénarios de polar écrits en anglais et passe plusieurs mois à Los Angeles. Il y travaille notamment comme scénariste stagiaire sur une sitcom produite par la Warner[réf. nécessaire][Laquelle ?].
Il décide de rentrer en France pour se lancer dans l’écriture d’un film de genre peu représenté dans le cinéma hexagonal : le teen movie.
Ce sera son premier long métrage en tant qu’auteur et réalisateur : Sexy Boys (2001), qu’il définit comme « à la fois tendre et gras ».
Pour son second film, il s’attaque encore à un genre américain – la comédie romantique et musicale – pour se l’approprier et le détourner.
Modern Love sort en 2008, avec dans les rôles principaux Bérénice Bejo, Pierre-François Martin-Laval, Alexandra Lamy et Stéphane Rousseau.
L’envie de se confronter à des sujets d’actualité et d’épingler les excès du capitalisme financier donnent naissance à son troisième long métrage, Moi, Michel G., milliardaire, maître du monde (2011), un faux documentaire satirique avec François-Xavier Demaison, Laurent Lafitte et Guy Bedos.
Parallèlement à ses propres films, Stéphane Kazandjian a participé à l'écriture de plusieurs séries télévisées dont Scalp (Canal +), Doc Martin (TF1), Détectives (France 2) ou Bienvenue à Nimbao (M6).
Il est également le coauteur de deux longs métrages d’animation Un monstre à Paris (2011) et Sahara (2017), et a collaboré en tant que scénariste avec différents réalisateurs, comme Franck Gastambide (Pattaya, Taxi 5), Reem Kherici (Jour J), Anne Le Ny (La Monnaie de leur Pièce).

## Filmographie

### Réalisateur
- 2000 : En solitaire (court métrage)
- 2001 : Sexy Boys
- 2008 : Modern Love
- 2011 : Moi, Michel G, Milliardaire, Maître du monde
- 2012 : La Marque des champions (court métrage)
- 2017 : Bad Buzz

### Scénariste
- 2000 : En solitaire (court métrage)
- 2001 : Sexy Boys
- 2002 : Bloody Mallory de Julien Magnat
- 2007 : Scalp de Xavier Durringer
- 2008 : Modern Love
- 2011 : Un monstre à Paris d'Éric Bergeron
- 2011 : Moi, Michel G, Milliardaire, Maître du monde
- 2013 : Détectives, série télévisée de Lorenzo Gabriele
- 2014 : Sahara de Pierre Coré
- 2015 : Pattaya de Franck Gastambide
- 2016 : Jour J de Reem Kherici
- 2016 : Bienvenue à Nimbao, série télévisée de Philippe Lefebvre
- 2016 : La Monnaie de leur Pièce d'Anne Le Ny
- 2017 : Taxi 5 de Franck Gastambide
- 2022 : Loin du périph de Louis Leterrier

### Consultant
- 2006 : Le Guerrier de jade (Jadesoturi) de Antti-Jussi Annila
- 2013 : Denis de Lionel Bailliu
- 2016 : Bienvenue au Gondwana de Mamane